# Folkerepublikken Kinas præsidenter
Folkerepublikken Kinas statsoverhoveder havde indtil 1982 titlen zhuxi, der betyder "formand", hvilket blev ændret ved en grundlovsændring i 1982, der vedtog betegnelsen "præsident". Præsidenten bliver formelt valgt af Den Nationale Folkekongres, som i praksis stemmer på den ene kandidat, som partiledelsen har anbefalet.

## Liste af regenter
1. Mao Zedong (1. oktober 1949–27. april 1959)
2. Liu Shaoqi (27. april 1959–31. oktober 1968)1
3. Dong Biwu (31. oktober 1968–17. januar 1975)
4. * med Song Qingling til 24. februar 1972
5. Zhu De (17. januar 1975–6. juli 1976)²
6. Ej besat (6. juli 1976–5. marts 1978)3
7. Ye Jianying (5. marts 1978–18. juni 1983)
8. Li Xiannian (18. juni 1983–8. april 1988)
9. Yang Shangkun (8. april 1988–27. marts 1993)
10. Jiang Zemin (27. marts 1993–15. marts 2003)
11. Hu Jintao (15. marts 2003–14. marts 2013)
12. Xi Jinping (14. marts 2013–i dag